# Казуле
Казуле (фр. Cazoulès) насеље је и општина у југозападној Француској у региону Аквитанија, у департману Дордоња која припада префектури Сарла ла Канеда.
По подацима из 2011. године у општини је живело 457 становника, а густина насељености је износила 129,83 становника/km². Општина се простире на површини од 3,52 km². Налази се на средњој надморској висини од 101 метар (максималној 294 m, а минималној 84 m).

## Демографија
| 1962. | 1968. | 1975. | 1982. | 1990. | 1999. | 2011. |
| ----- | ----- | ----- | ----- | ----- | ----- | ----- |
| 349   | 332   | 352   | 409   | 397   | 436   | 457   |

График промене броја становника у току последњих година